# 赞西佩

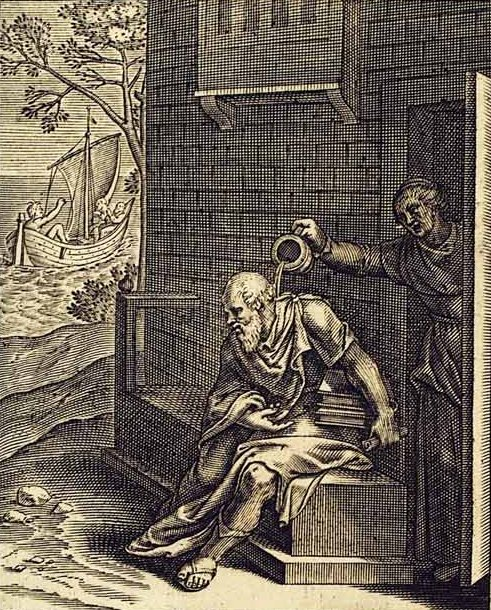
贊西佩向蘇格拉底潑水圖

贊西佩（又譯詹蒂碧、桑提婆、香蒂琵，Xanthippe/Xantippe）是哲学家蘇格拉底之妻，他们生有三个儿子。有關她的故事，比歷史事實還要多。傳說她比蘇格拉底年輕得多，可能相差四十年。她以其尖銳的舌頭聞名，據說是唯一一人在討論時勝過蘇格拉底的。經過某次爭執後，她向蘇格拉底潑水，蘇格拉底說：「雷鳴之後，通常都會下雨。」
她現在泛指嘮叨、經常罵人的人，特別是潑婦。有些資料說蘇格拉底再婚。

## 文學形象
以下是一首關於她的克萊里休詩：
無論何時贊西佩 Whenever Xanthippe

總不感到太無聊 Wasn't feeling too chippy

她會問蘇格拉底： She would say to Socrates:

「為何你不當希波克拉底？」 "Why can't you have been Hippocrates?"
在莎士比亞的《馴悍記》第一幕第二場中，彼特魯喬說凱薩琳娜「媲美蘇格拉底的贊西佩，或是更差的一人」。

## 同名人物
在希臘神話中，贊西佩是亞馬遜人，曾參與阿提克戰爭，其名字意為「黃色的雌馬」。 （页面存档备份，存于）
Dorus之女也是這個名字。
在新約外典中，有「贊西佩、波呂克塞娜、利百加的事」。